# Préambule de la Constitution du 27 octobre 1946
Lire en ligne

Légifrance – Wikisource

Le préambule de la Constitution de 1946 (IVe République) énonce des droits et libertés fondamentaux, qu'il est apparu nécessaire d'ajouter à la Déclaration des droits de l'homme et du citoyen à la fin de la Seconde Guerre mondiale.
Ce texte comprend principalement des droits économiques et sociaux.
La décision 71-44 DC du 16 juillet 1971 a permis de conférer à ce texte une valeur constitutionnelle après l'entrée en vigueur de la Constitution de 1958 (Ve République). Depuis cette date, le Conseil constitutionnel français vérifie donc aussi la conformité des lois votées par le Parlement avec  les dispositions de ce texte qui est devenu un des quatre éléments du bloc de constitutionnalité.

## Texte
« 1. Au lendemain de la victoire remportée par les peuples libres sur les régimes qui ont tenté d'asservir et de dégrader la personne humaine, le Peuple français proclame à nouveau que tout être humain, sans distinction de race, de religion ni de croyance, possède des droits inaliénables et sacrés. Il réaffirme solennellement les droits et libertés de l'homme et du citoyen consacrés par la Déclaration des droits de 1789 et les principes fondamentaux reconnus par les lois de la République.
2. Il proclame, en outre, comme particulièrement nécessaires à notre temps, les principes politiques, économiques et sociaux ci-après :
3. La loi garantit à la femme, dans tous les domaines, des droits égaux à ceux de l'homme.
4. Tout homme persécuté en raison de son action en faveur de la liberté a droit d'asile sur les territoires de la République.
5. Chacun a le devoir de travailler et le droit d'obtenir un emploi. Nul ne peut être lésé, dans son travail ou son emploi, en raison de ses origines, de ses opinions ou de ses croyances.
6. Tout homme peut défendre ses droits et ses intérêts par l'action syndicale et adhérer au syndicat de son choix.
7. Le droit de grève s'exerce dans le cadre des lois qui le réglementent.
8. Tout travailleur participe, par l'intermédiaire de ses délégués, à la détermination collective des conditions de travail ainsi qu'à la gestion des entreprises.
9. Tout bien, toute entreprise, dont l'exploitation a ou acquiert les caractères d'un service public national ou d'un monopole de fait, doit devenir la propriété de la collectivité.
10. La Nation assure à l'individu et à la famille les conditions nécessaires à leur développement.
11. Elle garantit à tous, notamment à l'enfant, à la mère et aux vieux travailleurs, la protection de la santé, la sécurité matérielle, le repos et les loisirs. Tout être humain qui, en raison de son âge, de son état physique ou mental, de la situation économique, se trouve dans l'incapacité de travailler a le droit d'obtenir de la collectivité des moyens convenables d'existence.
12. La Nation proclame la solidarité et l'égalité de tous les Français devant les charges qui résultent des calamités nationales.
13. La Nation garantit l'égal accès de l'enfant et de l'adulte à l'instruction, à la formation professionnelle et à la culture. L'organisation de l'enseignement public gratuit et laïque à tous les degrés est un devoir de l'État.
14. La République française, fidèle à ses traditions, se conforme aux règles du droit public international. Elle n'entreprendra aucune guerre dans des vues de conquête et n'emploiera jamais ses forces contre la liberté d'aucun peuple.
15. Sous réserve de réciprocité, la France consent aux limitations de souveraineté nécessaires à l'organisation et à la défense de la paix.
16. La France forme avec les peuples d'outre-mer une Union fondée sur l'égalité des droits et des devoirs, sans distinction de race ni de religion.
17. L'Union française est composée de nations et de peuples qui mettent en commun ou coordonnent leurs ressources et leurs efforts pour développer leurs civilisations respectives, accroître leur bien-être et assurer leur sécurité.
18. Fidèle à sa mission traditionnelle, la France entend conduire les peuples dont elle a pris la charge à la liberté de s'administrer eux-mêmes et de gérer démocratiquement leurs propres affaires ; écartant tout système de colonisation fondé sur l'arbitraire, elle garantit à tous l'égal accès aux fonctions publiques et l'exercice individuel ou collectif des droits et libertés proclamés ou confirmés ci-dessus. »

## Histoire
La Constitution de la quatrième République n’utilise le mot « race » que dans les première et seizième phrases de son Préambule. La première phrase est ajoutée par la Commission constitutionnelle présidée par le socialiste André Philip, cette rédaction du premier alinéa est adoptée à main levée, le 28 août 1946, sans que nul dans l'Assemblée n'y ait vu autre chose qu'une condamnation du racisme. Quelques mois auparavant, dans le projet d'avril 1946 élaboré en mars, trois tentatives d'ajouts du terme « race » ou « discrimination raciale » avaient été repoussées, l'une par Gilbert Zaksas qui explique qu'il n'y a « pas lieu, dans un texte comme la déclaration des droits, de consacrer la notion raciste qui était une arme entre les mains des fascistes et des nazis ».

## Principes fondamentaux reconnus par les lois de la République
Le préambule de la Constitution de 1946 vise davantage à affirmer des droits de nature économique et sociale que des droits individuels. Il reprend, pour l’essentiel, les principes énoncés par la Déclaration des droits de l’homme qui figurait en tête du projet de Constitution rejeté par référendum le 5 mai 1946. Cette déclaration était composée de 39 articles distinguant les "libertés" et "les droits sociaux et économiques".
Ainsi, le préambule fait référence aux droits et libertés reconnus par la Déclaration des droits de 1789 et aux principes fondamentaux reconnus par les lois de la République avant d’énoncer une série de principes politiques économiques et sociaux "particulièrement nécessaires à notre temps ".
Bien que les "principes fondamentaux reconnus par les lois de la République " n’aient pas été précisément énoncés par les rédacteurs de la Constitution de 1946, le Conseil constitutionnel s’est fondé sur cette notion pour définir dans sa jurisprudence un certain nombre de principes à valeur constitutionnelle tirés des grandes lois adoptées par le Parlement sous la IIIe République.
Enfin, le préambule de la Constitution de 1946 définit certains principes tenant aux relations internationales de la France : il reconnaît ainsi le droit d’asile aux personnes persécutées en raison de leur action en faveur de la liberté, rappelle le respect par la République française des règles du droit public international et pose le principe du consentement de la France aux limitations de Souveraineté nécessaires à l’organisation et à la défense de la paix ; il définit également le cadre des relations entre la métropole et les colonies en vue de leur évolution vers l’autodétermination au sein de l’Union française.

## Principes politiques économiques et sociaux particulièrement nécessaires à notre temps
Le préambule de la Constitution de 1946 énonce des principes considérés "comme particulièrement nécessaires à notre temps ". Ceux-ci portent principalement sur les droits des travailleurs et les droits sociaux, mais ils concernent également le droit international. Sont ainsi mentionnés : 
- la garantie pour la femme, dans tous les domaines, de droits égaux à ceux de l'homme
- le droit d'asile sur le territoire de la République pour toute personne persécutée en raison de son action en faveur de la liberté
- le devoir de travailler et le droit d'obtenir un emploi
- le droit à l'action syndicale
- le droit de grève
- le droit à la participation et à la détermination collective des conditions de travail ainsi qu’à la gestion des entreprises
- la nationalisation des services publics nationaux ou des monopoles de fait.
- la Nation garantit :
  - le droit à la protection de la santé
  - la sécurité matérielle
  - le repos et les loisirs, notamment pour l’enfant, la mère et les vieux travailleurs
- le droit d'obtenir de la collectivité des moyens convenables d'existence
- l’égal accès de l’enfant et de l’adulte à l’instruction, à la formation professionnelle et à la culture
- le consentement à une souveraineté limitée en vue de l'organisation et de la défense de la paix

L'Union française, de même que la Communauté française qui lui a succédé, n'existant plus, les trois derniers alinéas sont obsolètes.